# Cathussach mac Ailella
Cathussach mac Ailella (zm. 749 r.) – król ludu Cruithni oraz Dál nAraidi jako Cathassach III mac Ailella na terenie irlandzkiego Ulaidu (Ulster) w latach 727-735, król Ulaidu od 735 r. do swej śmierci. Syn Aililla mac Dúngaile (zm. 690 r.), króla Dál nAraidi.
Cathussach należał do bocznej linii rodu osiedlonej w Mag nEinli lub Eilne („Równina Nieczysta”), równinie między rzekami Bann a Bush w hr. Antrim. Ta równina była zdobyta przez Dál nAraidi około połowy VII w. Według Księgi z Leinsteru objął tron Dál nAraidi po Dub dá Inberze mac Congalaig (Dubthach mac Congaile). Ten zmarł w 727 r. Po ośmiu latach panowania zdobył tron Ulaidu. Zapewne z tego powodu abdykował z tronu Dál nAraidi na rzecz kuzyna Indrechtacha mac Lethlobair w 735 r.
Źródła podają, że Cathussach został zabity w Ráith Beithech (Rathveagh, ob hr. Antrim) w 749 r. Poemat ulsterski Clann Olloman Uaisle Emna podał, że panował szesnaście lat. Prawdopodobnie zginął z rąk Dál Fiatach, odwiecznych rywali o tron Ulaidu. Opróźniony tron zagarnął Bressal III mac Áeda, syn Cathussacha. Księga z Leinsteru źle podała tych królów na swej liście (str. 193). Bressal, rządzący przez jeden rok, powinien być po Cathassachu, bowiem zmarł w 450 r. Cathussach pozostawił po sobie syna Cináeda Ciarrge’a mac Cathussaig (zm. 776 r.), przyszłego króla Dál nAraidi.